# Palpopleura vestita
Palpopleura vestita – gatunek ważki z rodziny ważkowatych (Libellulidae).